# ЦАР на летних Олимпийских играх 2012
Центральноафриканская Республика принимала участие в летних Олимпийских играх 2012 года, которые проходили в Лондоне (Великобритания) с 27 июля по 12 августа, где её представляли 5 спортсменов в четырёх видах спорта. На церемонии открытия Олимпийских игр флаг Центральноафриканской Республики нёс тхэквондист Давид Буи.
На летних Олимпийских играх 2012 Центральноафриканская Республика вновь не сумела завоевать свою первую олимпийскую медаль. Бегун Беренгер Боссе стал единственным в команде ЦАР кто принимал участие во второй Олимпиаде подряд.

## Состав и результаты

### Борьба
Женщины
Вольная борьба
| Соревнование | Спортсмены         | 1/16 финала        | 1/8 финала           | Четвертьфинал         | Полуфинал             | Финал                 | Место |
| Соревнование | Спортсмены         | Соперник Результат | Соперник Результат   | Соперник Результат    | Соперник Результат    | Соперник Результат    | Место |
| ------------ | ------------------ | ------------------ | -------------------- | --------------------- | --------------------- | --------------------- | ----- |
| до 63 кг     | Сильвия Тара-Агуйе | Не участвовала     | MGLС. Батцэцэг П 0:3 | Завершила выступление | Завершила выступление | Завершила выступление | 20    |

### Лёгкая атлетика
Мужчины
Беговые виды
| Соревнование | Спортсмены    | Отборочный раунд | Отборочный раунд | Отборочный раунд | Четвертьфинал | Четвертьфинал | Четвертьфинал | Полуфинал            | Полуфинал            | Полуфинал            | Финал                | Финал                |
| Соревнование | Спортсмены    | Забег            | Результат        | Место            | Забег         | Результат     | Место         | Забег                | Результат            | Место                | Результат            | Место                |
| ------------ | ------------- | ---------------- | ---------------- | ---------------- | ------------- | ------------- | ------------- | -------------------- | -------------------- | -------------------- | -------------------- | -------------------- |
| 100 метров   | Беранже Боссе | 3                | 10,55            | 1 Q              | 3             | 10,53         | 7             | Завершил выступление | Завершил выступление | Завершил выступление | Завершил выступление | Завершил выступление |

Женщины
Беговые виды
| Соревнование | Спортсмены       | Отборочный раунд | Отборочный раунд | Отборочный раунд | Полуфинал             | Полуфинал             | Полуфинал             | Финал                 | Финал                 |
| Соревнование | Спортсмены       | Забег            | Результат        | Место            | Забег                 | Результат             | Место                 | Результат             | Место                 |
| ------------ | ---------------- | ---------------- | ---------------- | ---------------- | --------------------- | --------------------- | --------------------- | --------------------- | --------------------- |
| 800 метров   | Элизабет Мандаба | 6                | 2:12,56          | 7                | Завершила выступление | Завершила выступление | Завершила выступление | Завершила выступление | Завершила выступление |

### Плавание
Мужчины
| Соревнование             | Спортсмены      | Отборочный раунд | Отборочный раунд | Полуфинал            | Полуфинал            | Финал                | Финал                |
| Соревнование             | Спортсмены      | Результат        | Место            | Результат            | Место                | Результат            | Место                |
| ------------------------ | --------------- | ---------------- | ---------------- | -------------------- | -------------------- | -------------------- | -------------------- |
| 50 метров вольным стилем | Кристиан Нассиф | 28,04            | 55               | Завершил выступление | Завершил выступление | Завершил выступление | Завершил выступление |

### Тхэквондо
Мужчины
| Соревнование | Спортсмены | 1/8 финала             | Четвертьфинал      | Полуфинал          | Утешительный раунд        | Утешительный раунд   | Финал                | Место |
| Соревнование | Спортсмены | 1/8 финала             | Четвертьфинал      | Полуфинал          | Первый раунд              | Бой за 3-е место     | Финал                | Место |
| Соревнование | Спортсмены | Соперник Результат     | Соперник Результат | Соперник Результат | Соперник Результат        | Соперник Результат   | Соперник Результат   | Место |
| ------------ | ---------- | ---------------------- | ------------------ | ------------------ | ------------------------- | -------------------- | -------------------- | ----- |
| до 68 кг     | Давид Буи  | IRIМ. Б. Мотамед П 2:7 | Не участвовал      | Не участвовал      | AFGР. Никпай П 2:14 (PTG) | Завершил выступление | Завершил выступление | 7     |

Женщины
| Соревнование | Спортсмены  | 1/8 финала                   | Четвертьфинал         | Полуфинал             | Утешительный раунд    | Утешительный раунд    | Финал                 | Место |
| Соревнование | Спортсмены  | 1/8 финала                   | Четвертьфинал         | Полуфинал             | Первый раунд          | Бой за 3-е место      | Финал                 | Место |
| Соревнование | Спортсмены  | Соперник Результат           | Соперник Результат    | Соперник Результат    | Соперник Результат    | Соперник Результат    | Соперник Результат    | Место |
| ------------ | ----------- | ---------------------------- | --------------------- | --------------------- | --------------------- | --------------------- | --------------------- | ----- |
| до 49 кг     | Кэтрин Канг | CROЛ. Занинович П 0:14 (PTG) | Завершила выступление | Завершила выступление | Завершила выступление | Завершила выступление | Завершила выступление | 11    |